# Eudromus lucidipennis
Eudromus lucidipennis – rodzaj chrząszczy z rodziny biegaczowatych, podrodziny Pterostichinae i plemienia Pterostichini.

## Opis
Czarny, błyszczący, miejscami opalizujący. Tułów prawie sercowaty, ale znacznie mniej falisty niż u Eudromus striatocollis. Na tułowiu długie, płytkie wyżłobienie po każdej stronie bruzdy grzbietowej. 

## Występowanie
Gatunek jest endemitem Madagaskaru.